# Aphonopelma odelli
Aphonopelma odelli é uma espécie de aranha pertencente à família Theraphosidae (tarântulas).